# Во Динь Туан
Во Динь Туан (вьет. Võ Đình Tuấn) — (Нячанг, 11 апреля, 1948), вьетнамский ученый, изобретатель, работающий в США. Профессор химии и биомедицинской инженерии. В настоящее время директор института фотоники Фицпатрика в Университете Дьюка. Имеет 44 патента в области окружающей среды, биологии и медицины. Входит в список «Сто ныне живущих гениев» под номером 43.

## Биография

### Молодость
Как многие другие изобретатели, в детстве начал делать собственные игрушки. Среднюю школу окончил во Вьетнаме. В семье ему привили ценность образования, его отец говорил: «в отличие от материальных благ, которые могут быть потеряны в любое время, образование останется с вами на всю оставшуюся жизнь». В 17 лет он поступил в Федеральную политехническую школу Лозанны в Швейцарии во время аспирантуры всерьез решил стать ученым и получил степень бакалавра физики в 1971 году.
Происходившие в это время события студенческой революции в соседней Франции оказали влияние на его мировоззрение. Вместе с другими студентами, параллельно учебной литературе по химии и физике он читал произведения Альбера Камю, Жана-Поля Сартра, Карла Юнга и Кришнамурти. Он продолжил обучение и свои исследования в Цюрихе в швейцарской высшей технической школе. Его впечатляло, что в этой школе учился Эйнштейн и работал Вольфганг Паули.
В 1975 году он получил докторскую степень. В это время во Вьетнаме закончилась война, в результате которой власть перешла к коммунистам, и Во Динь Туан эмигрировал в США.

### Научная деятельность
С 1977 года он занимался научными исследованиями в национальной лаборатории Ок-Риджа в Теннеси, в должности директора Центра передовой биомедицинской фотоники. Был профессором Калифорнийского университета и университета Теннеси в Ноксвилле. В 2006 году перешёл в университет Дьюка.
Интересы его научно-исследовательской деятельности включают разработку биосенсоров, биочипов, передовых технологий и методов в биофотонике, нанофотонике, плазмонике, а также тераностике (диагностика и терапия) заболеваний, таких как рак и инфекционные заболевания.
Одним из первых его запатентованных изобретений (патент US4674878) была специальная лента, простая в изготовлении и использовании. Она прикрепляется к одежде работников на токсичных производствах и запоминает дозы и виды токсичных веществ, которые получает этот работник. На сканирование такой ленты и определения опасности состояния уходит всего 11 секунд, и может быть проведен непосредственно на производстве. В то время, как обычные анализы крови и мочи занимают больше времени и требуют специального оборудования.
В дальнейшем он получил ещё 43 патента, некоторые были лицензированы для коммерческого использования (в частности — оптическая технология хранения данных SERODS и оптическая биопсия для обнаружения рака), является автором более 450 публикаций в рецензируемых научных журналах. Он является автором и редактором 9 книг.
В 2019 году ему была присвоена Премия сэра Джорджа Стокса.